# Golpe de Estado del 18 de fructidor del año V
El golpe de Estado del 18 de fructidor del año V (4 de septiembre de 1797), a menudo citado simplemente como el 18 de Fructidor, fue un golpe de Estado ejecutado por el Directorio con el apoyo del ejército y contra los moderados y monárquicos, mayoritarios en el Consejo de los Quinientos y en el Consejo de Ancianos. Este golpe de Estado significó la preeminencia del poder ejecutivo en detrimento del legislativo. 

## Génesis del golpe
En 1797 se renovó el tercio correspondiente de los miembros de los Consejos (órgano legislativo de la I República Francesa) y quedaron con mayoría de miembros monárquicos. La nueva mayoría nombró miembro del Directorio a François Barthélemy y suprimió todas las leyes contra los emigrados y los sacerdotes refractarios.
Esta política provocó una división en el seno del Directorio: por una parte, estaban los partidarios de la mayoría monárquica (Barthélemy y Lazare Carnot); por otra, los republicanos convencidos (Reubel y La Reveilliere) y, finalmente, Paul Barras, que no se mostraba beligerante en favor de ninguno de los dos grupos. La situación cambió cuando en Milán Napoleón descubrió una supuesta conspiración monárquica en los papeles del conde de Antraigues. Estos documentos implicaban directamente al prestigioso general Jean-Charles Pichegru, que hasta entonces se había distinguido por su apoyo a la revolución y que ahora negociaba con las potencias extranjeras la restauración monárquica en Francia. Ante estas revelaciones, Barras apoyó a los republicanos y se rompió el equilibrio en el seno del Directorio. El 18 de fructidor del año V el general Augereau traslada sus tropas a París.

## Golpe de Estado
Augereau ocupó militarmente la capital de Francia. Carnot huyó de París y Pichegru y Barthélémy fueron arrestados, así como otros destacados monárquicos (el general Amédée Willot, diputados y periodistas). Se colocaron carteles en las calles de París en los que se explicaba la traición de Pichegru. Los dos miembros del Directorio partidarios de la monarquía fueron destituidos, se deportó a numerosos diputados y sacerdotes y se anularon las elecciones de 49 departamentos.
- Datos: Q248033
- Multimedia: 18 Fructidor / Q248033